# Waganakisi
Waganakisi (L'Arbre Croche; Waganakising, i slično) /=bent tree, crooked tree. Ime po drvetu na obližnjem brijegu/, jedno od najvažnijijh sela Ottawa Indijanaca, poznatije kao L'Arbre Croche, koje se nalazilo na mjestu Harbor Springsa u okrugu Emmet u Michiganu. Jedno je od najstarijih njihovih sela u Michiganu, osnovano 1743., nakon protjerivanja Mascoutena. U selu je 1825. utemeljena katolička misija St. Vincent de Paul. Jedna skupina Ottawa Indijanaca danas je poznata pod imenom Waganakising. 

## Vanjske poveznice
- Ottawa Indian Tribe History